# Insomnia (Deinonychus)
Insomnia è il quinto album in studio del gruppo musicale olandese Deinonychus, pubblicato nel 2004 dalla My Kingdom Music.

## Tracce
1. Nightfall Guides Insomnia to Be an Everlasting Torture, with This Being the Consequence – 5:03
2. We Have Uncovered a Question and Now We Must Unearth the Answer – 10:35
3. To Diagnose the Fortunes of Paranoia Consuming Consciousness and Sanity – 11:00
4. Long I Feared That My Sins Would Return to Visit Me, and the Cost Is More than I Can Bear – 10:25
5. Reasons to Open Your Eyelids and Awake the Apocalypse Iris Is Telling You – 7:19

## Formazione

### Gruppo
- Marco Kehren – voce, chitarra, basso
- Steve Wolz – batteria
- Giuseppe Orlando – batteria
- Alessio Fagrelli – tastiera